# Опочинины
Опочинины — древний русский дворянский род, восходящий к концу XV века. 
Род внесён в VI и II части дворянской родословной книги губерний: Тверской, Ярославской и Смоленской. 

## История рода
Родоначальник Семён Опочинин упоминается, как помещик Угличского уезда. Его потомки угличские городовые дворяне. Степан Яковлевич Опочинин († 1716) помещик Угличского уезда (1667), отставной московский дворянин (1703). Максим Иванович и Никита Афанасьевич — московские дворяне (1695)

## Описание герба
Щит разделён перпендикулярно на две части, из коих в правой в голубом поле изображён серебряный Серп, а в левой части в серебряном поле голубой Крест и под оным в золотом поле переломленная Подкова.
На щите дворянский коронованный шлем. Нашлемник: обутая в сапог Нога с золотою Шпорою. Намёт на щите голубой, подложенный золотом (Гербовник, IV, 82).

## Известные представители
- Михаил Степанович (1699—1764) — генерал-майор, президент Берг-коллегии, тайный советник (сын московского дворянина Степана Яковлевича)
  - Пётр Михайлович — статский советник, советник Пензенской палаты уголовного суда (1802)
    - Фёдор Петрович (1779—1852) — обер-гофмейстер, президент гоф-интендантской конторы и член Государственного совета.
      - Константин Фёдорович (1808—1848) — полковник, флигель-адъютант.
        - Фёдор Константинович (1846—1881) — известный собиратель автографов и библиофил.
        - Дарья Константиновна (1844—1870),, графиня Богарне — первая супруга вел. кн. Евгения Максимилиановича Романовского, герцога Лейхтенбергского.

Другая ветвь происходила от брата Михаила Степановича, Никиты Степановича (ум. до 1737); троюродный брат обер-гофмейстера Фёдора Петровича, Александр Ильич Опочинин (ум. до 1817) был капитаном 1-ранга:
- -     -       - Пётр Александрович — мичман флота (1788), коллежский советник и советник Свеаборгской контрольной экспедиции (1820)
        - Опочинин, Алексей Петрович (1807—1885) — русский генерал, Тифлисский комендант, участник покорения Кавказа.
        - Опочинин, Николай Петрович (ум. 1886) — русский контр-адмирал.
        - Опочинин, Владимир Петрович (1810—1889) — контр-адмирал; певец-любитель (бас-баритон).
        - Опочинин, Фёдор Петрович — капитан 2-го ранга (1857).
        - Опочинина, Надежда Петровна (1821—1874) — источник вдохновения и тайная любовь Модеста Петровича Мусоргского.

также
- Александр Васильевич (? — после 1781) — генерал-поручик (при отставке в 1770).
- Владимир Степанович (1809—?) — кавалер ордена Святого Георгия IV класса (1852, за выслугу лет).
- Александр Петрович (1805—1887)
- Николай Николаевич (1853—1916) — член Государственной думы Российской империи.
- Евгений Николаевич (1858—1928) — русский литератор.